# 히노우에 이타루
히노우에 이타루(일본어: 樋上 いたる ひのうえ いたる, 필명)는 일본 오사카부 출신의 일본 여성이며, 게임 회사 Key의 설립자 중 하나이다. 그녀의 필명은 키타가와 쇼의 만화 《C》의 주인공 아마노 이타루(일본어: 天野 格)에서 따왔다. Key를 창립하기 전, 그녀는 택틱스에 재직하며 《동거》, 《Moon.》, 《One ~빛나는 계절로~》의 세 작품을 만들었다. Key를 창립한 그녀는 《카논》, 《에어》, 《클라나드》를 만들며 유명해졌다. 그녀가 소속된 동인지 서클은 "Soldier Forg"이다.

## 경력
ELF사의 게임 《동급생》의 영향을 받은 그는 전문대학에 입학해 비주얼 노벨의 원화가가 되기로 마음을 먹었다. 그녀가 제작에 참가한 첫 작품은 1996년 발표된 Bon Bin Pompon사의 《계란 요리》로서, 얼마 되지 않아 유통사 Nexton의 산하에 있던 택틱스로 이직한다. 그곳에서 그녀는 원화감독으로서 《동거》, 《Moon.》, 《One ~빛나는 계절로~》를 제작한다. 《One》의 제작이 끝난 후, 마에다 쥰, 오리토 신지, 히사야 나오키, OdiakeS 등을 포함한 《Moon.》과 《동거》의 스태프 대부분을 데리고 나와 비주얼 아트 산하의 Key를 창립한다. Key에서 그녀는 혼자 《카논》, 《에어》, 《클라나드》의 원화를 맡았으며, 2007년 7월 발매된 《리틀 버스터즈!》의 경우 Na-Ga가 대부분의 캐릭터 원화를 맡고 이타루가 나머지를 맡았다. 《플라네타리안 ~자그마한 별의 꿈~》과 《토모요 애프터 ~It's a Wonderful Life~》에는 전혀 참가하지 않았다. 2006년에는 외부활동으로 비주얼 아트 산하의 Pekoe에서 야오이 《우리는 모두, 사랑을 해요》의 원화감독을 맡았으며, 2007년에는 비주얼 아트 산하 Mana의 성인용 드라마CD 《School Heart's》의 캐릭터 디자인을 맡았다. 2007년 12월부터는 오리토 신지·치로(비주얼아트 산하 스튜디오 Pekoe 소속)와 함께 Key 인터넷 라디오에 출연하고 있는데, 청취자는 방송을 듣고 요청이나 자신의 생각을 이 세 사람에게 보낼 수도 있다. 2008년 기준으로, 히노우에는 Key의 7번째 게임인 《Rewrite》의 기획 원안과 캐릭터 디자인을 혼자 담당하고 있다.

## 화풍과 평판
히노우에 이타루의 그림체는 지금까지 계속해서 진화해 왔지만, 여전히 그녀만의 그림체가 남아 있다. 그녀의 캐릭터들은 매우 작은 코와 입을 갖고 있는데, 이 두 부분은 아주 가깝게 붙어 있으며, 턱과는 상당한 공간을 두고 있다. 대조적으로 눈은 매우 크며, 미간은 상당히 넓다. 손발은 매우 길고 가늘게 그려진다. 이런 독특한 스타일에도 불과하고, 그녀의 캐릭터는 종종 상당히 모에하다는 평가를 받으며, "이타루 에(일본어: いたる絵 いたるえ, "이타루 그림")라는 일본인 팬들도 있다. 그녀는 캐릭터의 심리를 얼굴에 표현하는 데 능숙하다. 그녀의 에로 작업물들은 상당히 독특한데, 《리틀 버스터즈!》에서도 볼 수 있듯, 2006년 이후부터는 히노우에 특유의 그림체가 사라지거나 진화하고 있다.
《클라나드》 발매 전인 2004년 4월, 일본 야후! 옥션에 히노우에 본인의 사인이 들어간 일러스트 두 점이 올라왔는데, 두 그림은 1엔(약 10원)에서 시작해서 첫 번째 그림은 48명의 사람들이 입찰한 끝에 479,000엔(약 480만원)에, 두 번째 그림은 113명이 입찰한 끝에 531,000엔(약 530만원)에 낙찰되었다. 두 번째 그림은 2001년 4월부터 서비스를 시작한 야후! 옥션에서 5번째로 비싼 낙찰품이며, 첫 번째는 11번째로 비싼 낙찰품이다.

## 참고 문헌
1. 1 2  (일본어) 히노우에 이타루의 비주얼 노벨에 대한 기여
2. ↑  (일본어) School Heart's 공식 웹사이트 보관됨 2008-03-31 - 웨이백 머신
3. ↑  (일본어) Key 공식 웹 사이트의 Key 라디오 섹션. Key
4. ↑  (일본어) Rewrite 공식 웹사이트. Key 보관됨 2008-04-09 - 웨이백 머신
5. ↑  (일본어) 2004년 4월에서 10월 사이의 최고가 낙찰품 목록 보관됨 2008-04-08 - 웨이백 머신
6. ↑  (일본어) 보존된 버전의 531,000엔 야후! 옥션 보관됨 2007-10-10 - 웨이백 머신
7. ↑  (일본어) 531,000엔 야후! 옥션의 샘플 이미지 블로그 글
8. ↑  (일본어) 2001년 4월 서비스를 시작한 야후! 옥션의 최고가 낙찰품 리스트 보관됨 2008-04-08 - 웨이백 머신